# Acianthera heringeri
Acianthera heringeri é uma pequena espécie de orquídea (Orchidaceae) originária do Brasil, antigamente subordinada ao gênero Pleurothallis. Ocorre nos estados de Minas Gerais, Rio de Janeiro e Espírito Santo É epífita e cresce de 150 a 350 milímetros de altura. Força grupos de sete a vinte folhas em floresta ombrófita original sobre troncos e galhos baixos. Se sabe que necessita de baixa luminosidade, alta umidade e baixo movimento de ar. floresce entre abril e junho e suas flores permanecem abertas por duas semanas. Ocorre no bioma da Mata Atlântica. Em 2005, foi citada como criticamente em perigo na Lista de Espécies da Flora Ameaçadas do Espírito Santo, no sudeste do Brasil; e em 2014, como criticamente em perigo na Lista Vermelha de Ameaça da Flora Brasileira do Centro Nacional de Conservação da Flora (CNCFlora); e em 2022, como criticamente em perigo na Lista Oficial de Espécies da Flora Brasileira Ameaçadas de Extinção - Anexo 1 Portaria MMA N.º 148, de 7 de junho de 2022 (Parte 12). Também consta na Lista CITES de Plantas (família das Orquídeas [A-E]) - Apêndice II para a Região de Latino América e Caribe (LAC) en vigor desde 22 de junho de 2021.